# 教員免許更新制
教員免許更新制（きょういんめんきょこうしんせい）とは、教育職員となるための免許状を一定の期間ごとに更新しなければならないとする制度のことである。
教員資格のありようについては国によって異なっており、終身有効である国（イギリス、フランス、ドイツ、アメリカ合衆国の一部など）とそうでない国（日本、アメリカ合衆国の多くの州など）がある。教員免許更新制の主な目的としては、一定期間ごとに教員が技術や知識を獲得する機会が得られる、教員としてふさわしくないものを排除出来る等、教員の質を維持出来ることである。
他方で、日本弁護士連合会などからも、教員免許更新制は、更新のための講習により「教育現場の時間的な負担が増し、子どもたちに関わる時間が減ってしまう」、「受講機会の確保や講習内容についての議論も、尽くされているとは言えない」などといった指摘もある 。

## 日本における教員免許更新制の経緯

### 導入まで
日本における教員免許更新制の議論は、1983年に自民党文教制度調査会による「教員の養成、免許等に関する提言」が始まりである。同提言において、無期限であった教員免許状に有効期限を付し、更新研修を義務付けるための検討が求められている。
2000年頃からの学力低下論争や教員の質の問題が採り上げられるようになり、2003年には大阪府の高校において、数学の高校入試で3割しか得点できなかった45歳男性数学教諭（80点満点で24点。なお、高校の合格者の平均は40点）が分限免職となる事態も生じた。
2007年1月24日、教育再生会議が「不適格教員の排除」等を掲げて教員免許更新制の導入を提言した。これらを受けた議論の末、同年6月の教育職員免許法の改正によって、2009年4月から導入された。ただし、中央教育審議会において「不適格教員の排除」から「教員の能力向上」に差し替えられ、文部科学省は「不適格教員を排除するための制度ではない」とこの制度の目的を示している。

### 導入後
民主党は2009年のマニフェストで「教員の資質向上のため、教員免許制度を抜本的に見直す。」と謳い、導入後の総選挙で鳩山由紀夫内閣へと政権交代を果たしたものの、更新制の目的は「不適格教員の排除」には向かわず「教員の能力向上」のままとなった。
2010年11月、文部科学省は20府県の教育委員会から受講状況の抽出的な情報収集を行い、2010年8月末から9月の時点で対象教員の6%が講習を終了していない、または受講しておらず、日本全国に換算すると5100人を超える教員の免許更新が行われないとの見積を発表した。
2013年8月8日に施行された免許状更新講習規則の一部を改正する省令により、幼稚園教諭免許状を保有している認可保育所の保育士が、免許状更新講習を受講できるよう、受講資格が拡大された。
2014年、文部科学省の調査によると、2014年3月末に更新ができずに教員免許が失効したのは、全国で58人であった。2014年3月末に免許更新期限を迎えた教員は9万4,118人で、新講習を修了できなかった者は332人（0.4％）で、更新講習を修了できなかった332人のうち、教員免許が失効したのは58人（0.1％）で、残りの274人（0.3％）は失効する前に自主退職をした。免許失効した58人については、更新申請期日を間違えた「うっかり失効」などにより4月1日付で新たな教員免許をもらい直して勤務を続けているのが23人、校長など管理職や学校事務職員など教員免許を必要としない職で勤務しているのが21人、退職が14人となった。自主退職を除くと退職者は全体の0.014%となっている。

### 廃止
2019年に文部科学大臣となった萩生田光一は、教員志願者の減少といった実態等を受け、2021年3月に中教審に対し教員免許更新制の「抜本的見直し」を諮問した。
2021年4月~5月に文部科学省は現職教員約2100人を対象にアンケートを行った。更新講習の内容について「教育現場で役立っている」は3割に対し、「役立っていない」は4割近くに上った。理由として、5割以上が「現実と乖離があり、実践的ではない」を挙げた。2021年8月に文部科学省は教員免許更新制を事実上廃止する事を決定し、廃止案を中教審の小委員会に提示した。早ければ2023年度で廃止になる。ただし中教審の小委員会はこれを制度の「発展的解消」と位置付けていて「廃止」という表現は使わず、萩生田も「制度を廃止するのではなく、より充実を目指す」と強調した。文部科学省は、今後は教育委員会が教員の研修履歴を管理できるシステムを新たに導入する考えである。
その後、2022年5月11日に「教育公務員特例法及び教育職員免許法の一部を改正する法律案」が参議院本会議で可決、成立し、同法律が5月18日に公布された。2022年7月1日をもって教員免許更新制は発展的に解消された。
これにより、2022年7月1日以降に新たに授与される教員免許状は有効期限のない生涯有効なものとなる。また、旧免許状所有者のうち修了確認期限時点で現職教員でない者の教員免許状（休眠状態）も何ら手続なく、有効期限のない免許状となる。

ただし、旧免許状所有者のうち修了確認期限超過時点で現職教師であった者と、新免許状所有者で修了確認期限を超過した者の教員免許状は失効しており、自動で有効となることはない。この場合、都道府県教育委員会に再授与申請手続を行うことで、有効期限のない免許状の授与を受けることが基本的に可能である。

## 日本において実施されていた教員免許更新制の概要

### 法令上の規定
教員免許更新制については、2007年6月27日に公布された「教育職員免許法及び教育公務員特例法の一部を改正する法律」（平成19年法律第96号） によって、教育職員免許法（昭和24年法律第147号）を改正、施行することで実施されていた。
所要資格（教員免許用単位等）の扱い
- 別表1 - 8までの所要資格を得た日の翌日から起算して10年を経過する日の属する年度の末日までとし、これを経過した者については免許状更新講習の課程を修了しなければ普通免許状が授与されない。

（以上、改正後の「教育職員免許法」の「第9条」より抜粋・補筆・解説）
免許状の効力
- 普通免許状（専修免許状、一種免許状、二種免許状）は、その授与の日の翌日から起算して10年を経過する日の属する年度の末日まで、すべての都道府県（中学校および高等学校の教員の宗教の教科についての免許状にあっては、国立学校または公立学校の場合を除く）において効力を有する。
- 特別免許状は、その授与の日の翌日から起算して10年を経過する日の属する年度の末日まで、その免許状を授与した授与権者の置かれる都道府県（中学校および高等学校の教員の宗教の教科についての免許状にあっては、国立学校または公立学校の場合を除く。）においてのみ効力を有する。
- 普通免許状又は特別免許状を二以上有する者の当該二以上の免許状の有効期間は有効期間の満了の日のうち最も遅い日までとするとされている。つまり有効期限中に新たな免許を取得した場合その有効期限となる。
- 平成20年4月1日より以前に取得した有効期限の無いこれまでの免許状[18]（附則では旧免許状と呼ぶ）には例外規定がある。

（以上、改正後の「教育職員免許法」の「第9条」「附則」より抜粋・補筆・解説）
免許状の失効
- 普通免許状又は特別免許状を二以上有する者の当該二以上の免許状の有効期間は有効期間の満了の日のうち最も遅い日までとするとされている。つまり最後まで残った免許状を失効した時点で他の免許状も失効する。

免許状が失効したままでは教壇に立つことができない、よって、免許状が無効となり返還・消滅するということになるが、単位自体は消滅したわけではないため、その後に更新講習の受講義務を満たした状態になれば、回復講習を受講し免許状が新たに授与される余地は残されている。
（以上、改正後の「教育職員免許法」の「第9条」より抜粋・補筆・解説）
- 因みに、旧免許状の場合は「失効状態」とはなるが「消滅」するわけではないため、更新講習受講義務が発生する見通しが立った時点で受講することで、回復の余地がある。

免許状更新講習

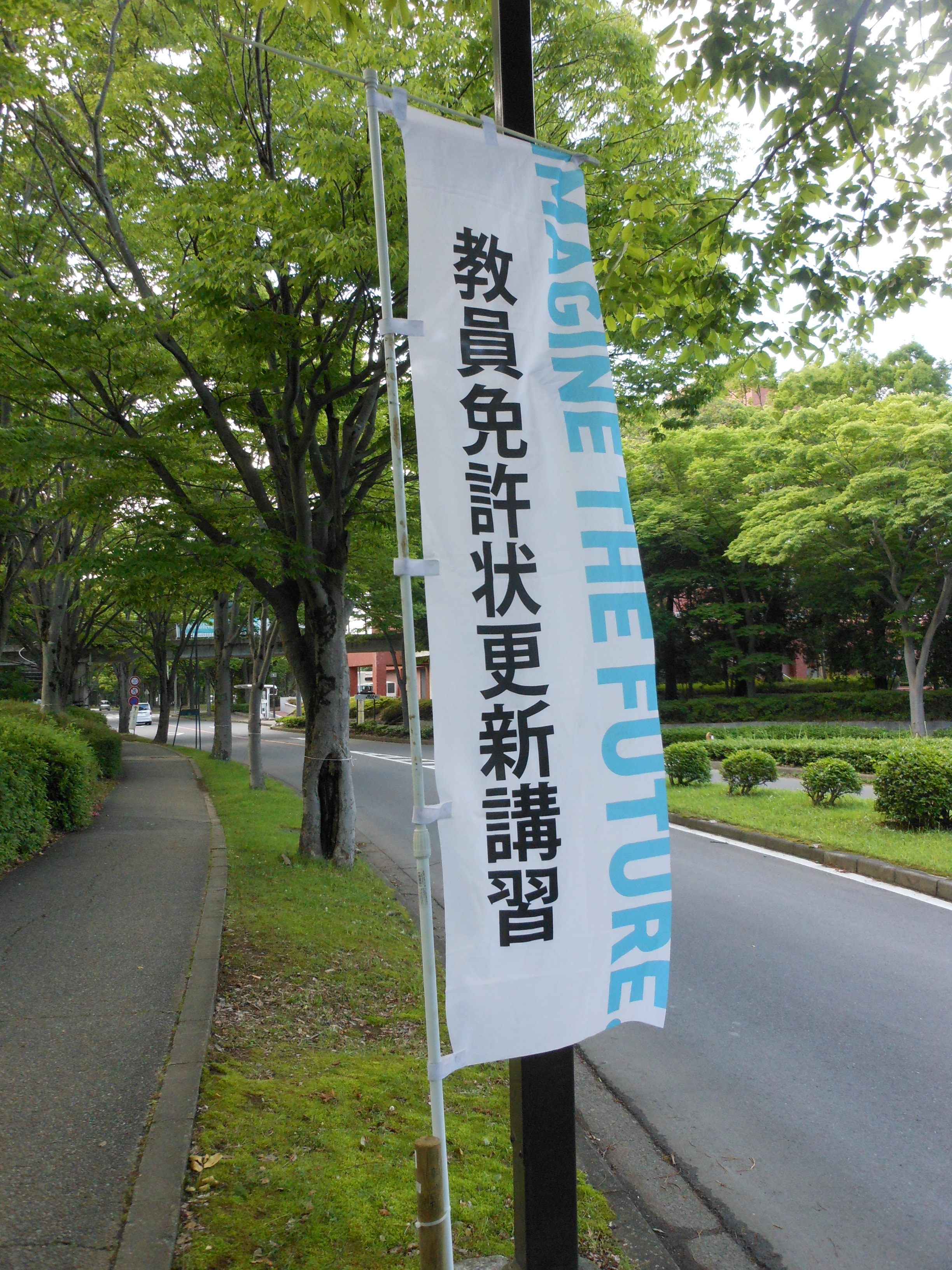
教員免許状更新講習の幟（筑波大学）

- 免許状更新講習は、大学その他文部科学省令で定める者が、次に掲げる基準に適合することについての文部科学大臣の認定を受けて行う。
  1. 講習の内容が、教員の職務の遂行に必要なものとして文部科学省令で定める事項に関する最新の知識技能を修得させるための課程（その一部として行われるものを含む）であること。
  2. 講習の講師が、次のいずれかに該当する者であること。
イ 文部科学大臣が中央教育審議会に諮問して免許状の授与の所要資格を得させるために適当と認める課程を有する大学において、当該課程を担当する教授、准教授または講師の職にある者
ロ イに掲げる者に準ずるものとして文部科学省令で定める者
  3. 講習の課程の修了の認定（課程の一部の履修の認定を含む。）が適切に実施されるものであること。
  4. その他文部科学省令で定める要件に適合するものであること。
- 免許状更新講習の時間は、30時間以上とする。
- 免許状更新講習は、次に掲げる者に限り、受けることができる。
  1. 教育職員（学校教育法（昭和22年法律第26号）第1条に定める幼稚園、小学校、中学校、高等学校、中等教育学校および特別支援学校の主幹教諭、指導教諭、教諭、助教諭、養護教諭、養護助教諭、栄養教諭および講師）、および、文部科学省令で定める教育の職にある者[19]
  2. 教育職員（学校教育法（昭和22年法律第26号）第1条に定める幼稚園、小学校、中学校、高等学校、中等教育学校および特別支援学校の主幹教諭、指導教諭、教諭、助教諭、養護教諭、養護助教諭、栄養教諭および講師）に任命され、または雇用されることとなっている者、および、これに準ずるものとして文部科学省令で定める者
- 公立学校の教員であって教育公務員特例法（昭和24年法律第1号）第25条第1項に規定する指導改善研修を命ぜられた者は、その指導改善研修が終了するまでの間は、免許状更新講習を受けることができない。
- ほか、免許状更新講習に関し必要な事項は、文部科学省令で定められる。

（以上、改正後の「教育職員免許法」の「第9条の3」より抜粋・補筆）
| 区分                      | 区分                                   | 証明方法                               |
| ------------------------- | -------------------------------------- | -------------------------------------- |
| 現職の教員等              | 現職の教員等                           | 校長等の証明                           |
| 内定者・ 内定者に準ずる者 | 教員採用内定者                         | 任用または雇用予定の者の証明           |
| 内定者・ 内定者に準ずる者 | 教員経験者                             | 任用または雇用していた者の証明         |
| 内定者・ 内定者に準ずる者 | 認定こども園等の保育士                 | 設置者の証明                           |
| 内定者・ 内定者に準ずる者 | 教員となる見込の者（任用リスト搭載者） | 任用または雇用する可能性がある者の証明 |

更新講習は上記の証明が無ければ受講できず免許状更新ができないしくみになっている。
有効期限の無い免許状所持者の扱い
有効期限の無い免許状（付則では旧免許状、以下同）所持者は、施行の日から起算して11年を経過する日までの期間内でその者の生年月日及びその者の有する免許状の授与の日に応じて文部科学省令で定める年度の末日までに免許状更新講習の課程を修了しなければ、教育職員になることができない。
- 旧免許状による現職教員
修了確認期限までに更新講習修了確認を受けなかった場合には、その者の有する普通免許状及び特別免許状は、その効力を失う。このときは速やかにその免許状を免許管理者に返納しなければならず、返納しない場合は10万円以下の過料となる。失効した後に普通免許状の授与を求める場合は所要資格を満たす書類と免許状更新講習の課程の修了の証明書による申請により可能（手数料3300円を収入証紙により納付）。なお、2009年度以降の時点で新たに免許状の授与を受けたものは、教育庁への申請により、最後に授与を受けた免許状に記載された授与日の翌日付から最大10年間（授与日が属する年度の末日から10年間でない点に注意）、修了確認期限を延長することができる場合がある（教育庁によっては、証明者を要さない）[21]。その際、手数料1700円（教育庁によっては2000円、3300円のところもあるなど、まちまちである）については収入証紙での納付を必要とする。
なお、一度更新講習を受けてその確認の証明を受けたことがある者、あるいは、確認期限延長などの証明を受けている場合は、その証明書の写し（宮城県など、原本提出を求める都道府県もある）を申請書類に添付する必要がある。

- 旧免許状所持者であって現職教員を除く者
更新講習修了確認を受けずに修了確認期限を経過した場合には、その者の有する普通免許状及び特別免許状は、その効力を失うが返納義務は無い。また免許は返納していないので免許状更新講習の課程を修了した後に申請をすれば復活する（いわゆる回復講習）。更新講習の受講のための証明は、過去に勤務していた学校の所轄庁ないしは学校法人が行う（勤務歴がない場合は、講師登録により、登録先の教育庁により証明可能だが、できない場合は証明者がいないことになり、受講資格証明が出ないため、受講不可となる）。因みに、更新講習修了確認の申請を行う際、過去に勤務していた学校の所在地が属する都道府県の教育庁ではなく、住民票上の住所地を管轄する教育庁へ申請を行う。
現職教員同様、一度更新講習を受けてその確認の証明を受けたことがある者、あるいは、確認期限延長などの証明を受けている場合は、その証明書の写し（宮城県など、原本提出を求める都道府県もある）を申請書類に添付する必要がある。

（以上、改正後の「教育職員免許法」の「附則」より抜粋・補筆）

## 日本において実施されていた教員免許更新制の問題点
教員免許更新制廃止の主因は教員志願者の減少への対応や意義の変化という建前ではあるが、その背景には免許更新者への金銭的・時間的な負担、柔軟性に欠ける手続き、更新講習の排他性など、粗雑な制度設計と運用上の欠陥も多くあった。
更新講習の受講料や受講時間確保は個人の負担となっていた
現職の教員は事実上、更新講習が義務化されている(免許更新できなければ失職する)のに、その講習にかかる費用や時間の確保等は、受講者個人の負担となっていた。
うっかり失効などで迷惑を被るのは児童・生徒
現職教員で免許の更新を忘れていたり(うっかり失効)、勘違いなどで期限までに更新手続きが完了せず、免許が失効してしまう場合もあった。
その場合、免許が失効した教員による授業の有効性が問題となる。迷惑を被るのは無関係な児童や生徒である。
更新講習の対象者が狭く限定されていた
免許の更新講習は受講資格があり、免許法第9条の3第3項は、
- 教育職員[22]
- 教育職員に任命され、または雇用されることとなっている者、これに準ずるもの

について、更新講習を受講できることと定めている。
ところが、文部科学省令（免許状更新講習規則第9条第2項）はこの法律を排他的、かつ、具体的限定したものに定め、現に教職員である者以外で、受講資格のある（免許状更新できる）者は次の3項目のみにしてしまったのである。
- 学校の校長、副校長、教頭又は教育職員であった者[23]であって、教育職員となることを希望する者
- 次に掲げる施設に勤務する保育士
  - 就学前の子どもに関する教育、保育等の総合的な提供の推進に関する法律第6条第2項に規定する認定こども園
  - 児童福祉法第39条第1項に規定する保育所[24]
  - 児童福祉法第59条第1項に規定する施設のうち同法第39条第1項に規定する業務を目的とするもの[25]（幼稚園を設置する者が設置するものに限る）
- 教育職員に任命され、又は雇用されることが見込まれる者

この省令は、教員免許更新制のための議論が行われた中央教育審議会教員養成部会での「ペーパーティーチャーは、免許状の再取得が必要となった時点で、回復講習を受講・修了することが必要」とする内容や、中央教育審議会の答申の「社会人を学校教育に積極的に活用していくことが必要」などとする趣旨にも反している。
民間人のペーパーティーチャーの参入を排除
有効期間付きの免許状を授与された者であって教員経験の無い民間企業等で働く社会人が失効期限を迎えた場合、教員採用試験に合格するか、または、講師登録されなければ、更新講習を受講する資格が無かった。教員採用試験の受験や講師の登録は、教員免許状を現に有していることが条件となっており、旧教員免許は応募可能であるものの新免許状では期間切れで法的に失効した場合に応募できない可能性もあった。
講師の登録自体は採用試験合格と比較して容易な方法であるが、当該自治体の教員採用試験の受験可能年齢の上限を超えている場合や心身状態等によっては登録そのものができないこともある。そのため、教員経験の無い社会人が取得した免許状は、一度効力を失うと、教員になりたくとも更新講習を受講することが出来ず、免許状の効力を再び回復することができなくなる可能性もあった。
後から教職に就くことを希望するとコストがかかる
新免許状では有効期間が明記されているため、更新講習を受講しないまま期間を過ぎると失効することになっていた。そのため、失効後に免許が必要になる場合は、再度、免許の申請とともに更新講習を受講する必要があり、コストや手続きが多くなる制度だった(なお、有効期間の無い旧免許状（かつて授与されていた1級または2級の普通免許状を含む）は、更新講習未受講者は教員になる効力は失うが免許は失効しないという二重基準)。
教員採用試験浪人
大学等に在学中に教員採用試験に合格できず、卒業後も合格を目指している、いわゆる教員採用試験浪人者についても更新講習の受講資格がなかった。教員採用試験に合格することにより、はじめて更新講習を受講することができるようになるものの、採用試験合格後から採用日までの短い期間に自費で講習を受講しなければならない場合が多く、手続きや講習日等の期間が切迫する等、金銭的、時間的な負担が大きくなっていた。
多様な人材の雇用
地域によっては、民間の社会経験者を別枠（特別の選考方法）で採用したり、採用した教員を民間企業へ長期間に渡って研修に出したりするなど、多様な経歴のある教員のニーズが高いにもかかわらず、文部科学省が作成した省令では、教員や教員経験者以外の民間企業に勤める社会人等に対応する記載はない制度としてスタートしていた。
介護、育児、ボランティア等従事者を排除
教員免許状取得時の介護体験の義務化によって、教育職員として介護やボランティア体験等の必要性が制度化されているにもかかわらず、介護、育児、ボランティア等の貴重な実践者に対応できる規定がないという矛盾があった。
介護、育児、ボランティア（青年海外協力隊等の国際貢献も含む）等に従事し社会的、国際的な責任を果たしている者でも更新講習の受講資格が無く新免許状の有効期間が過ぎると免許が失効するため、再度、免許申請が必要となりコストと時間がかかっていた(なお旧免許状では、教壇に立てなくなるが、免許状が無効となり消滅するわけではないという二重基準)。

### 文部科学省の見解
2007年7月11日に発表された文部科学省による文書によると、この制度は概ね以下のような内容であるとされていた。
- 免許状の有効期限は10年
- 更新講習はおよそ30時間程度
- 費用は個人負担で3万円
- 講座の開設は教職課程認定大学の他、各自治体の教育委員会が大学や大学院との連携によって設置することも可能。講座の設置許可は文部科学省が行う。
- 更新講習は校内での人員配置等も考慮して、免許満了の2年前から受講可能。
- 教員の教育実践や自主的な研鑽活動が目立って優秀であると判断される場合には、講義の一部または全部の受講を免除することも可能。
- 更新講習を基準時間以上に受けるなどした場合、任命権者の判断で処遇にも反映させる方策を今後検討。

### 議論
- 教員免許更新制導入に際しては、前述のような人員・予算上の手当てが必須であるという指摘もあった[30]。

## 備考
- 教員免許を受けている校長、副校長、教頭、主幹教諭は、申請を行うことによって更新講習の免除を受けることができる。（教育職員免許法施行規則第六十一条の四）ただし、講習を受講することを妨げるものではない[31]。
- 専門学校などの高等教育機関（高等専門学校の教員を含む）は教員免許の所持を要さず、かつ教育職員免許法に規定する教育職員ではないので、教員免許更新の有無と教員の地位は無関係である。ただし、免許法及び講習規則にもとづく「講習を受講できる者」に該当しない場合、たとえ教員免許を所持していて、教育に携わっていても、更新講習を受講することができない。いいかえると教員免許に関しては一般人と同じである。
- 旧免許状を有する者は、現職ないしは就く予定の学校種（養護教諭・栄養教諭の場合は、学校種ではなくその職に応じたもの）である必要があるが、新免許状を有する場合は、有する学校種（および、養護教諭・栄養教諭）すべてに対応した講習を受講する必要がある。このため、新免許状の更新の場合は、選択した講習によっては30時間では収まらないケースが発生する場合もあるとしている（旧免許状の場合は、有する全学校種・職位をすべてそろえるかどうかは任意である）。